# Wausau (Florida)
Wausau ist eine Stadt im Washington County im US-Bundesstaat Florida. Das U.S. Census Bureau hat bei der Volkszählung 2020 eine Einwohnerzahl von 371 ermittelt. 

## Geographie
Wausau liegt rund 15 km südlich von Chipley sowie etwa 130 km westlich von Tallahassee.

## Demographische Daten
Laut der Volkszählung 2010 verteilten sich die damaligen 383 Einwohner auf 153 Haushalte. Die Bevölkerungsdichte lag bei 132,1 Einw./km². 94,8 % der Bevölkerung bezeichneten sich als Weiße, 0,8 % als Afroamerikaner, 0,8 % als Indianer und 0,8 % als Asian Americans. 0,3 % gaben die Angehörigkeit zu einer anderen Ethnie und 2,6 % zu mehreren Ethnien an. 1,6 % der Bevölkerung bestand aus Hispanics oder Latinos.
Im Jahr 2010 lebten in 33,5 % aller Haushalte Kinder unter 18 Jahren sowie 38,1 % aller Haushalte Personen mit mindestens 65 Jahren. 67,7 % der Haushalte waren Familienhaushalte (bestehend aus verheirateten Paaren mit oder ohne Nachkommen bzw. einem Elternteil mit Nachkomme). Die durchschnittliche Größe eines Haushalts lag bei 2,47 Personen und die durchschnittliche Familiengröße bei 2,99 Personen.
28,7 % der Bevölkerung waren jünger als 20 Jahre, 20,3 % waren 20 bis 39 Jahre alt, 23,7 % waren 40 bis 59 Jahre alt und 27,1 % waren mindestens 60 Jahre alt. Das mittlere Alter betrug 40 Jahre. 50,4 % der Bevölkerung waren männlich und 49,6 % weiblich.
Das durchschnittliche Jahreseinkommen lag bei 33.375 $, dabei lebten 13,5 % der Bevölkerung unter der Armutsgrenze.
Im Jahr 2000 war Englisch die Muttersprache von 100 % der Bevölkerung.

## Verkehr
Wausau wird von der Florida State Road 77 durchquert.
Der nächste Flughafen ist der rund 50 Kilometer südlich gelegene Northwest Florida Beaches International Airport.